# Bardswell Group
Bardswell Group är en ögrupp i Kanada.   De ligger i provinsen British Columbia, i den sydvästra delen av landet, 3 800 km väster om huvudstaden Ottawa. De två största öarna är Dufferin Island och Athlone Island.